# Tumba francesa La Caridad de Oriente
La Tumba francesa La Caridad de Oriente, es un espacio musical y danzario, originado en el oriente de Cuba, la cual fue fundada el 24 de febrero de 1862. El 7 de noviembre de 2003 fue declarada por la UNESCO, como Obra Maestra del Patrimonio Oral e Inmaterial de la Humanidad, en París, Francia. Este movimiento cultural está presente también en la provincia de Guantánamo como la Tumba Francesa Santa Catalina de Ricci o Pompadour, y en Holguín la Tumba Francesa Bejuco.

## Orígenes
La tumba francesa llegó procedente de la cercana isla de Haití, fue traída por los esclavos haitianos que acompañaron a sus amos, los colonos franceses que huían de la Revolución haitiana. Aparece por primera vez en los cafetales orientales, donde evoluciona hasta adoptar diferentes estructuras que cristalizan en la forma de sociedad con que hoy se conoce.
Este movimiento cultural es resultado del  proceso transculturación que a largo de la existencia tuvo, compuesto por : tumba por los tambores africanos, mientras que el gentilicio se le aplicó a todo lo relacionado con los inmigrantes franco-haitiano. Entre los bailes encontramos el masón, el yubá y el frentec. El primero, danza en parejas que imita al baile de salón de los amos franceses: el composé (canta y compone) empieza con una alabanza, mientras un coro femenino lo secunda con el estribillo.

## Instrumentos
Los instrumentos empleados son : 3 grandes tambores denominados premier o cortador, bulá y second; el catá, una madera de tronco ahuecado, se toca con 2 palitos; la tambora se cuelga al cuello y los chachse utilizan para aumentar la sonoridad. En la tumba santiaguera se agrega un quinto para que la percusión sea más penetrante.